# 1st Goodsal
Singles
1st Goodsal (écrit en majuscules : 1st GOODSAL) est le premier album du groupe féminin de J-pop Ongaku Gatas, composé de chanteuses du Hello! Project membres de l'équipe de futsal Gatas Brilhantes H.P.
Il sort le 6 février 2008 au Japon sur le label zetima. Il est produit et majoritairement écrit par Tsunku. Il atteint la 24e place du classement Oricon, et reste classé pendant deux semaines. Il sort aussi dans une édition limitée avec une pochette différente et un livret en supplément. Il contient deux titres sortis précédemment en singles : Narihajimeta Koi no Bell et Yattarōze!. Six des dix titres de l'album ne sont interprétés que par quelques-uns des membres. C'est le premier album enregistré par Erina Mano, qui quittera le groupe un mois plus tard pour commencer une carrière en solo ; c'est le dernier disque du groupe avec elle et avec Mika Mutō qui le quittera le mois d'après.

## Membres
- Hitomi Yoshizawa (ex-Morning Musume)
- Rika Ishikawa (ex-Morning Musume, ex-V-u-den)
- Asami Konno (ex-Morning Musume)
- Mai Satoda (ex-Country Musume)
- Miki Korenaga (Hello Pro Egg)
- Arisa Noto (Hello Pro Egg)
- Minami Sengoku (Hello Pro Egg)
- Erina Mano (Hello Pro Egg)
- Yuri Sawada (Hello Pro Egg)
- Mika Mutō (Hello Pro Egg)

## Titres
Paroles et musiques sont de Tsunku, sauf titres n°7 (paroles de Makoto), n°8 (paroles de Yoshiko Miura), et n°9 (musique de Hatake).
1. Dakishimete... Namida (抱きしめて···涙?)
2. Osaki ni Sunzurei (お先にすんずれい?)
3. Narihajimeta Koi no Bell (鳴り始めた恋のBELL?)
4. Seishun no Custard (青春のカスタード?)  (par Yoshizawa et Satoda Mai)
5. Kokoro no Tanima (心の谷間?)  (par Noto et Mano)
6. Yattarōze! (やったろうぜ!?)
7. Chikyū to Tsuki Kare to Watashi (地球と月 彼と私?)  (par Ishikawa, Konno, Sengoku, et Sawada)
8. Kara Genki (カラゲンキ?)  (par Yoshizawa, Ishikawa, Satoda, et Konno)
9. Koi Uranai Dōri ni wa Naranai wa (恋占い通りにはならないわ?)  (par Korenaga, Noto, Mano, Sengoku, Sawada, Mutō)
10. Kiss Shiyō (キスしよう?)  (par Ishikawa et Konno)